# Córdoba Fútbol Club (Colombia)
Córdoba Fútbol Club fue un club de fútbol colombiano, de la ciudad de Cereté, Córdoba. Fue fundado en 2006 y jugó en la Categoría Primera B desde su fundación hasta el año 2008.

## Historia
Fue el segundo equipo profesional del departamento de Córdoba tras Atlético Córdoba. Su origen está marcado al comprar la ficha de Florida Soccer, antiguo Deportivo Antioquia.
En su primera campaña en la temporada 2006 tanto en el torneo apertura como finalización quedó eliminado. En el año 2007 tampoco consiguió clasificar en los dos torneos. Tendría que esperar hasta el 2008-I donde pudo pasar a los cuadrangulares semifinales, pero no obtuvo el cupo a la final. En 2008-II quedó nuevamente eliminado al ocupar el penúltimo lugar del grupo.
Córdoba F. C. participó en el regreso de la Copa Colombia en su edición 2008 donde fue penúltimo en el grupo.
En el año 2009, vendió la ficha al equipo Atlético de la Sabana de Sincelejo, que luego sería Uniautónoma para luego convertirse en el actual Orsomarso Sportivo Clube.

## Temporadas
| Temporada | Posición | PJ | PG | PE | PP | GF | GC | DIF | PTS |
| --------- | -------- | -- | -- | -- | -- | -- | -- | --- | --- |
| 2006-I    | 4.°      | 18 | 5  | 8  | 5  | 19 | 22 | -3  | 23  |
| 2006-II   | 7.°      | 18 | 5  | 4  | 9  | 16 | 33 | -17 | 19  |
| 2007-I    | 8.°      | 18 | 6  | 4  | 8  | 17 | 18 | -1  | 22  |
| 2007-II   | 6.°      | 18 | 6  | 4  | 8  | 21 | 23 | -2  | 22  |
| 2008-I    | 4.°      | 18 | 8  | 3  | 7  | 17 | 19 | -2  | 27  |
| 2008-II   | 8.°      | 18 | 5  | 6  | 7  | 17 | 19 | -2  | 21  |

 Pts=Puntos; PJ=Partidos jugados; PE=Partidos empatados; P=Partidos perdidos; GF=Goles a favor; GC=Goles en contra; DIF=Diferencia de gol

### Evolución de la ficha
| Temporadas     | Nombre del club       |
| -------------- | --------------------- |
| 1992-93        | Industrial Itagüí     |
| 1994-97 y 2004 | Deportivo Antioquia   |
| 1998-2003      | Itagüí FC             |
| 2005           | Florida Soccer        |
| 2006-08        | Córdoba FC            |
| 2009-10        | Atlético de la Sabana |
| 2011-15        | Uniautónoma FC        |
| 2016-act       | Orsomarso SC          |